# True Jackson, VP
A True Jackson, VP egy amerikai televíziós szituációs komédia sorozat, amelyet először 2008. november 18-án vetítettek a Nickelodeon csatornán. A sorozat sztárjai Keke Palmer, Ashley Argota, Matt Shively, Danielle Bisutti, Greg Proops, Robbie Amell és Ron Butler.
A bemutató epizód Amerikában 4,8 milliós nézettséget produkált a kábeles televíziós nézettségi adatai között a 6 és 11 valamint a 9 és 14 évesek körében. A sorozat Britanniában a Nickelodeon UK csatornán volt 2009. május 25-én míg Latin Amerikában a Nickelodeon Latin America csatornán 2009. augusztus 3-án volt. A sorozat második évada Amerikában 2009. november 14-én került elsőként vetítésre a televíziókban. A főcímdalt Toby Gad és Keke Palmer írta és Keke Palmer énekelte el. A sorozat egy élő stúdió épületében történik ahol a forgatás alatt a sorozaton kívüli valós emberek valós munkáikat végzik, ezt az épületet minden epizód kezdetén megmutatják. A sorozatot Magyarországon a Nickelodeon mutatta be 2010. február 20-án. Magyarországon a TeenNick is bemutatta 2021. január 13-án.

## Történet
A 15 éves True Jackson szendvicseket árul legjobb barátjával, Ryannal az egyik divatos környéken New York városában. Amikor találkozik egy neves divatcég igazgatójával, Max Madigan-nel, aki a CEO Med Style vezetője, észreveszi, hogy True az ő saját tervezésű ruháit viseli, de a lány átalakította őket a saját kedvére. Max elsőre megkedveli a lány átalakított öltözetét majd felajánl neki egy elnökhelyettesi állást cégnél. True felveszi legjobb barátját Lulu-t, mint személyi titkárát és kirúgja eredeti titkárát, Cricketet, aki nagyon savanyú és fel van háborodva, hogy egy gyereket alkalmaznak elnökhelyettesnek. A munkában True-nak legjobb barátai Lulu és Ryan állnak segítségére, True a legjobb divattervező szeretne lenni, de a munkatársa Amanda, aki a mellette lévő irodában dolgozik, fel van háborodva, hogy egy gyereket osztottak be egy ilyen pozícióba és irigy is, amiért Max többet törődik True-val mint vele. True látja, hogy Amanda egy igazi divatikon a divatszakmában, később Amanda is megbarátkozik True-val és elismeri, hogy a lánynak van érzéke a ruhatervezéshez.

## Szereplők
- Keke Palmer mint True Jackson, egy tini aki munkát kap, mint elnökhelyettes egy nagyon elegáns cégnél, amelyet Mad Style-nak hívnak. Munkája során új emberekkel ismerkedik meg, kalamajkákba kerül, összetűzésbe Amandával, de emellett jókat szórakozik barátaival, Luluval és Ryannel. True egy nagyon intelligens családban nevelkedik amelynek tagjai nagy erőt fektetnek munkájukba.A barátai közül ő a legérzékenyebb.

- Ashley Argota mint Lulu, True legjobb barátja és egyben a lány személyi asszisztense. Lulu nagyon humoros, néha őrült és nagyon hangos is tud lenni. Könnyen zaklatottá válik amit minden epizódban láthatunk is. Amit senki sem gondolna róla, mégis nagyon intelligens és imádja a matematikát. Trichophagiában szenved, azaz folyton rágja és eszi a haját, valamint fél a madaraktól is. Lulu vezetéknevét eddig még nem említették a sorozatban, nem úgy mint a többiekét.

- Matt Shively mint Ryan Leslie Laserbeam, True másik legjobb barátja. Neki nincs hivatalos munkája a cégnél, de folyton True irodájában van, hogy együtt lehessen legjobb barátaival Luluval és True-val. Ő nem túl okos és emellett nagyon ügyetlen tud lenni. Ryan középső neve Leslie, amit nagyon utál. Oscar nem hisz, hogy Ryan vezetékneve Leaserbeam, de Ryan nagybátyja szerint egyik elődje adta neki ezt a nevet, amikor még egy hajón dolgozott. A sorozatban utalnak arra, hogy Ryan egy kissé bele van zúgva Amandába, de a második évadban már Kelsey felé mutat érdeklődést.

- Danielle Bisutti mint Amanda Cantwell, egy a sok dolgozó közül, akik a cégnél dolgoznak. Ő az elnökhelyettese a nők divatosztályának. A sorozat elején Amanda nem kedveli True-t és riválisokként láthatjuk őket egymás ellen versenyezni, de Amanda egy idő után lassan True barátjává válik.

- Robbie Amell mint Jimmy Madigan, levélkihordó fiú a cégnél, és ő az a srác, aki nagyon tetszik True-nak. Ő is érez valamit True iránt, de eddig még nem sikerült randira hívnia a sok elvégzendő munkája miatt. True később féltékeny lesz az új levélkihordó lányra, aki Jimmyvel később egy párt alakít. Jimmy egyébként a főnök, Max Madigan unokaöccse.

- Greg Proops mint Max Madigan, ő a főnöke (CEO-ja) a Mad Style cégnek, emellett ő szervezi meg a különböző cégen belüli tárgyalásokat a dolgozókkal, és gyakran dicsőíti True-t. Max egyedül él és Jimmy az unokaöccse.

- Ron Butler mint Oscar R. Eception, a cég fő titkára, folyton egy nagy recepciós asztal mögött ül és fogadja a telefonhívásokat a folyosón, ahol a Mad Style dolgozói járkálnak fel s alá. Néha láthatjuk, amint telefonbeszélgetéseket bonyolít le fejhallgatóján keresztül, vagy amint épp üzenetet ad át Amandának. Folton poénokat süt el és homoszexuális akcentussal beszél.

## Vendégszereplők
- Kelly Perine mint Larry Jackson, True apja.
- Vica A. Fox mint True anyja.
- Willow Smith mint a fiatal True.
- Ryan Sheckler mint önmaga.
- Jennette McCurdy mint Pinky Turzo, True egyik osztálytársa.
- Yvette Nicole Brown mint Coral Barms, Amanda egyik asszisztense.
- Nathalia Ramos mint Dakota North, egy szupermodell.
- Suzy Nakamura mint Cricket, True első asszisztense.
- Andy Richter mint Simon Christini, Max divatcégének ellenfele.
- David Anthony Higgins mint Dace, Amanda egyik asszisztense.
- Julie Bowen mint Claire Underwood, Amanda egyik asszisztense.
- Dave Foley mint Ted Begley, a cég visszavonulási menedzsere.
- Dave Allen mint Mitchell, fénymásoló karbantartója.
- Julie Warner mint Rose Pinchblinder, a cég könyvelője.
- Stephen Dunham mint Chad Brackett, Amanda ex-barátja.
- Arden Myrin mint egy nagy TV sztár.
- Bobb'e J. Thompson mint Nate.
- Rachael Harris mint Kitty Monreaux, a vörös szőnyeg riportere.
- Gail O'Grady mint Sophie Girard, Max nagyon régi ex barátnője.
- Ian Gomez mint Jobi Castanueva, a Tini Hét magazin szerkesztője.
- Vincent Ventresca mint Mr. Jamerson, True kémiatanára aki egy napra helyettesítette Lulu állását.
- Jack Plotnick mint Mastor LaRue, egy esküvőtervező, aki Max esküvőjét tervezte meg.
- Tyler James Williams mint Justin Webber, akibe True belehabarodott.
- Janel Parrish mint Kyla, Justin testőre.
- Philip Baker Hall mint Mr. Jenkins, egy légitársaság elnöke.
- Victoria Justice mint Vivian, egy modell.
- Nicole Sullivan mint Kreuftlva, egy jövendőmondó.
- Natasha Bedingfield mint önmaga.
- Justin Bieber mint önmaga.
- Care Bears on Fire mint önmaguk.
- Kevin Farley mint Jake Hooley tisztviselő.
- Pamela Adison mint Babs, a 40-es évek középiskolás diákja.
- Richard Karn mint O’Dannon tűzvédelmi tisztviselő
- Travis Schuldt mint Lance Whipple, egy nagydarab könyvtáros.
- Tom Kenny mint Bingo, a Snackleberry Junction üzlet tulajdonosa.
- Craig Anton a Snackleberry Junction üzlet séfe.
- Wendie Malick mint Libby Gibbils, Max divatmunkatársa.
- Stephen Tobolowsky mint Lars Balthazar, egy híres csellista.
- John Cena mint önmaga.
- Italia Ricci mint önmaga, egy karaktert alakít egy kitalált John Cena filmben.
- Nathan Kress mint Gabriel herceg.
- Oliver Muirhead mint Ian Herceg inasa.
- J. P. Manoux mint a Snackleberry Junction üzlet pincére.
- Kent Shocknek mint önmaga.
- Henry Hereford mint Ryan üknagyapja.
- Paul F. Tompkins mint Royce Blingham, egy nemzetközi kém.
- Gage Golightly mint Vanessa, egy légiutas-kísérőnek álcázott szökevény.
- Stefán karl Stefánsson mint Karl Gustav.
- Cymphonique Miller mint Bernie, Ryan bűvész ellensége.
- French Stewart mint Donald a bűbájos, Max varázslatos asszisztense, aki az ellenségévé válik.
- Fefe Dobson mint önmaga.
- Nick Palatas mint Skeet.
- Julia Duffy mint Ms. Watson.
- Tim Bagley mint Ed Wheeler, True gépjárművezető-oktatója.

## Évados áttekintés
| Évad | Évad | Epizódok | Eredeti sugárzás     | Eredeti sugárzás    | Magyar sugárzás a -on | Magyar sugárzás a -on | Magyar sugárzás a -en | Magyar sugárzás a -en |
| Évad | Évad | Epizódok | Évadpremier          | Évadfinálé          | Évadpremier           | Évadfinálé            | Évadpremier           | Évadfinálé            |
| ---- | ---- | -------- | -------------------- | ------------------- | --------------------- | --------------------- | --------------------- | --------------------- |
|      | 1    | 26       | 2008. november 8.    | 2009. október 17.   | 2010. február 20.     | 2011. szeptember 25.  | 2021. január 13.      | 2024. július 7.       |
|      | 2    | 20       | 2009. november 14.   | 2010. augusztus 7.  | 2011. december 25.    | -                     | 2024. december 10.    | TBA                   |
|      | 3    | 14       | 2010. szeptember 11. | 2011. augusztus 20. | Nem került adásba     | Nem került adásba     | TBA                   | TBA                   |

## Fordítás
- Ez a szócikk részben vagy egészben  a   True Jackson VP című angol Wikipédia-szócikk fordításán alapul.  Az eredeti cikk szerkesztőit annak laptörténete sorolja fel. Ez a jelzés csupán a megfogalmazás eredetét és a szerzői jogokat jelzi, nem szolgál a cikkben szereplő információk forrásmegjelöléseként.